# 神田武幸
神田 武幸（かんだ たけゆき、1943年8月11日 - 1996年7月27日）は、福島県福島市出身の日本のアニメーター、アニメーション監督。別名義は横山裕一郎。

## 経歴
1965年に虫プロダクションに入社し、『W3』などのテレビアニメの制作進行を経て、サンライズ作品の多くに各話演出として参加。1983年～1984年には代表作である『銀河漂流バイファム』の監督を務めた。その他では『ザ☆ウルトラマン』、『太陽の牙ダグラム』（高橋良輔と共同）、『超力ロボ ガラット』、『機甲戦記ドラグナー』、『機甲猟兵メロウリンク』、『紺碧の艦隊』（1994年-1996年）などといったテレビアニメ・OVAで監督を担当。
その後OVA『機動戦士ガンダム 第08MS小隊』の総監督を務めている最中、1996年に52歳で急逝した。大変な酒好きで、循環器系は折から不調だったと言われている。

## 作風
特殊能力を持たない等身大のキャラクターを主人公に据えることが多く、「人は人のままで」という考えを持っていた。また、少年や青年が主人公の場合、周囲の大人が大人の役割を正しく示す描写を描いて、主人公たちだけが活躍する異常な世界は描かない方針を貫いた。

## 作品歴
- アンデルセン物語 (1971年 フジテレビ) 演出
- 勇者ライディーン (1975年 NET) 演出
- 星の王子さま プチ・プランス (1978年-1979年 ABC・テレビ朝日) チーフディレクター
- ザ☆ウルトラマン (1979年-1980年 TBS) チーフディレクター(後期)
- 機動戦士ガンダム (1979年-1980年 名古屋テレビ・テレビ朝日) 演出
- 宇宙大帝ゴッドシグマ (1980年-1981年 東京12チャンネル) チーフディレクター ※体調不良のため10話まで
- ドラえもん（1980-1981年 テレビ朝日）コンテ、演出 ※横山裕一朗名義
- ドラえもん ぼく、桃太郎のなんなのさ (1981年 東宝) 監督
- 白い牙 ホワイトファング物語 (1982年 TBS) 演出
- 太陽の牙ダグラム (1981年-1983年 テレビ東京) 監督[3]、絵コンテ
- 銀河漂流バイファム (1983年-1984年 MBS・TBS、1984年-1985年 ワーナー) 原作、監督、絵コンテ
- 超力ロボ ガラット (1984年-1985年 テレビ朝日) 監督、絵コンテ
- 機甲戦記ドラグナー (1987年-1988年 名古屋テレビ・テレビ朝日) 監督、ストーリーボード
- 機甲猟兵メロウリンク (1988年-1989年 バップ) 監督、ストーリーボード
- 紅い牙 ブルー・ソネット (1989年) 監督、絵コンテ
- ドラゴンクエスト (第2部) (1991年 フジテレビ) 監督
- ハローESCARGOT島 (1991年 NHK教育) 監督
- 楽しいムーミン一家 冒険日記 (1991年-1992年 テレビ東京) 監督、コンテ
- 機動戦士SDガンダム劇場版 武者・騎士・コマンド SDガンダム緊急出撃 (1991年 松竹) 脚本、監督
- 紺碧の艦隊 (1994年) 監督
- 機動戦士ガンダム 第08MS小隊 (1996年) 監督